# Liechtenstein i olympiska vinterspelen 2006
Liechtenstein deltog med fem deltagare vid de olympiska vinterspelen 2006 i Turin. Ingen av landets deltagare erövrade någon medalj.